# Longilyra johnlonghorni
Genre
Espèce
Longilyra johnlonghorni, unique représentant du genre Longilyra, est une espèce d'araignées mygalomorphes de la famille des Theraphosidae.

## Distribution
Cette espèce est endémique du Salvador.

## Publication originale
- Gabriel, 2014 : A new genus and species of theraphosid spider from El Salvador (Araneae: Theraphosidae). British Tarantula Society Journal, vol. 29, no 3, p. 146-153.